# Академія (район Афін)
Академія (грец. Ακαδημία) — один з центральних районів Афін, розташований між площами Омонія та Синтагма. Район утворений чотирма паралельними вулицями: Стадіу (Σταδίου), Панепістиміу (Πανεπιστημίου), Акадіміас (Ακαδημίας) та Солонос (Σόλωνος). Найближча станція Афінського метрополітену — станція Панепістиміо.
Академія — жвавий район із численними фешенебельними магазинами, офісами різноманітних установ, серед яких головний офіс Банку Греції та державний орган республіки Державна Рада.
Серед найвідоміших пам'яток — так звана, «Афінська трилогія» по вулиці Панепістиміу (Університетська), створена за проектом архітектора Феофіла ван Гансена: Національна бібліотека, Афінський університет та Афінська академія.